# Вана (певачица)
Ивана Раниловић Врдољак (Копривница, 1. септембар 1970), позната под уметничким именом Вана (хрв. Vanna) је хрватска певачица. Године 2001. представљала је Хрватску на избору за Песму Евровизије са песмом Strings of My Heart, заузевши том приликом 10. место.

## Дискографија
- (1992; са „Електро тимом“)
- (1994; са „Електро тимом“)
- (1995; са „Електро тимом“)
- 1996 (1996; са „Електро тимом“)
- И то сам ја (1997)
- Испод истог неба (1998)
- (1999)
- 24 сата (2000)
- Вана у Лисинском (2001)
- Храбра као прије (2003)
- Вана с пријатељима у Лисинском (2005)
- Ледено доба (2007)
- Сјај (2010)
- Испуни ми жељу (2016)
- Измијешане боје (2019)[4]

## Фестивали

### Задар
- Дај ми један добар разлог, победничка песма, '99
- Помози ми сад (дует са Зораном Јеленковићем), победничка песма, 2000
- Више ниси мој, победничка песма, 2001
- Као да ме нема, 2003

### Загреб
- Златна ноћ (Вече звезда које долазе, дует са Иланом Кабиљом), Златна нота, победничка песма, '90
- Ако то је најбоље што знаш, '99
- Када пријатеља губим,[5] 2014
- Најбољи људи,[6] Grand Prix,[7] 2018

### Дора, Опатија
- Као ријека, друго место, 2000[8]
- Струне љубави, победничка песма, 2001

### Евросонг
- Strings of my heart, десето место, 2001[9]

### Мелодије Јадрана, Сплит
- Ако је вриједило ишта, 2000[10]
- Живи како знаш, 2002

### Хрватски радијски фестивал
- Напокон, 2004
- Ледено доба, 2007
- Тиха снага, 2009

### Руњићеве вечери, Сплит
- Од јубави сам душа рањена, 2009

### Далматинска шансона, Шибеник
- Ако ме волиш, трећа награда стручног жирија, 2011
- Сусрет (Вече италијанске канцоне), 2011

### Сплит
- Гдје почиње крај, друга награда стручног жирија, 2018

### Ауреа фест, Пожега
- Подравина моја спи, 2018

### Београдско пролеће
- Из ината, друга награда публике, 2024[11]

### Мелодије Јадрана, Сплит:
- Дан по дан (Вече нових песама - Хит лета, дует са Сергејем Божићем), 2024